# Rosemary Tonks
Rosemary Tonks (ur. 17 października 1928, zm. 15 kwietnia 2014) – poetka angielska. 
Urodziła się 17 października 1928 w miejscowości Gillingham w hrabstwie Kent. Ojciec poetki zmarł w Afryce jeszcze przed jej narodzinami. Została wcześnie posłana do szkoły z internatem. W końcu lat czterdziestych wyszła za mąż za Michaela Lightbanda, który był inżynierem tak samo, jak jej ojciec. Małżonkowie mieszkali w Kalkucie w Indiach. Pobyt w tym kraju wiązał się dla autorki z poważnymi chorobami, Durem rzekomym i polio. To ostatnie schorzenie wywołało u niej trwały niedowład ręki. W dojrzałym życiu doznała też znacznego pogorszenia wzroku.
W latach siedemdziesiątych zaprzestała twórczości literackiej. Została wtedy ortodoksyjną chrześcijanką. W 1980 podczas wycieczki do Izraela została ochrzczona w rzece Jordan. Żyła pod nazwiskiem Rosemary Lightband. Jednak jej małżeństwo się rozpadło. Była na tyle radykalna w swoich poglądach, że spaliła odziedziczoną kolekcję artefaktów z Dalekiego Wschodu.
Zmarła na raja jajnika 15 kwietnia 2014.
Wydała dwa tomiki poetyckie Notes on Cafes and Bedrooms (1963) i Iliad of Broken Sentences (1967) oraz sześć powieści satyrycznych. Jej wiersze zostały zebrane w pośmiertnie opublikowanym tomie Bedouin of the London Evening (2014). 
Na język polski wiersze poetki tłumaczył Jerzy Jarniewicz. Znalazły się one w antologii Poetki z wysp pod redakcją Magdaleny Heydel i samego J. Jarniewicza.